# 이치에촌 (아이치현 가이사이군)
이치에촌(市腋村)은 아이치현 가이사이군에 설치되었던 촌이다. 현재의 아이사이시 남부·야토미시 북부에 해당한다.

## 역사
- 1889년 10월 1일 - 정촌제 시행에 의해 이치에촌(市腋村)이 발족.
- 1906년 7월 1일 - 분할되어 폐지됨..
  - 이치에촌의 일부가 히가시이치에촌, 주시야마촌의 일부와 합병하여 이치에촌(市江村)이 발족.
  - 이치에촌의 일부가 야토미정에 편입됨.